# フィランギ

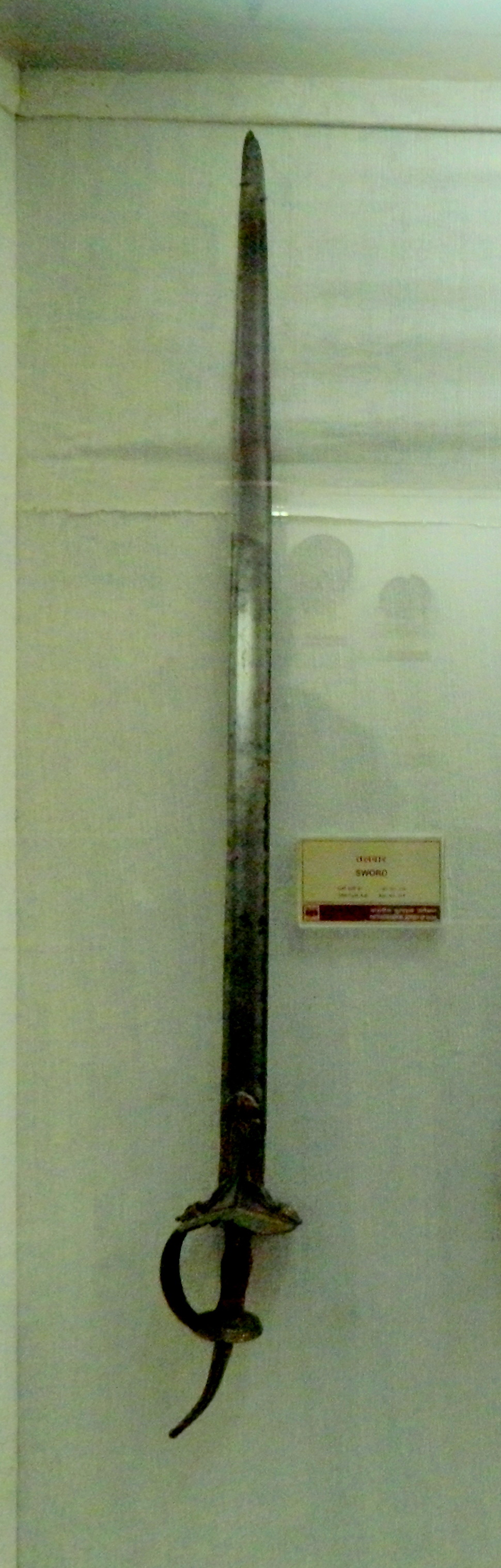
フィランギ

フィランギ（英語: Firangi、マラーティー語: फिरंगाना）はインドの刀剣である。その語源は西ヨーロッパの“フランク”（Frank）を語源とする、ヒンディー語の“Ferangi”（「外来の」という意）から来ており、ポルトガルとの交易によって西欧諸国、特にゾーリンゲンから輸入されたバックソードがインド風の拵えにされたものである。後に自国でも製造されるようになった。

## 形状
フィランギの全長は1.1メートルから1.5メートルほどで、そのうち剣身は短くても1メートル、大きければ1.2メートルほどもある。真っ直ぐな直刀で、切っ先から三分の二ほどが両刃で、根元の法は片刃になっている。刀身の中心には血溝と呼ばれる溝がある。握り手には片刃のある側に弓状の護拳が取り付けられている。柄頭として皿状のノブと、突き出た牙のような飾りがあるのが特徴である。身幅は3センチメートルほどで、重量は1.6～2キログラムほどある。同時代、西欧では一般的な剣であるブロードソードとほぼ変わらない作りをしている。
フィランギとよく似た形状のカンダー（Khanda）という剣もあり、こちらはフィランギよりは短めで切っ先も鋭利ではない。カンダーはもっぱら斬りつけるのを主とした剣である。

## 歴史
16世紀頃に誕生したフィランギはその長さから騎兵用の剣として用いられた。この剣は精強な騎兵隊を有していたマラーターの剣として有名で、マラーターの戦士は騎兵に限らず、フィランギと円盾を装備していた。だが、フィランギは彼らに限らずムガール帝国の騎士やシク教徒、ラージプートの間でも好まれており、帝国の君主たちは栄光と武勇の象徴としてフィランギを携えた。
時代は下り、1857年にインド人傭兵（スィパーヒー）らがムガール帝国最後の君主・バハードゥル・シャー2世を擁立して起こした反乱（インド大反乱）の時代でもフィランギは騎兵用の剣として現役であった。

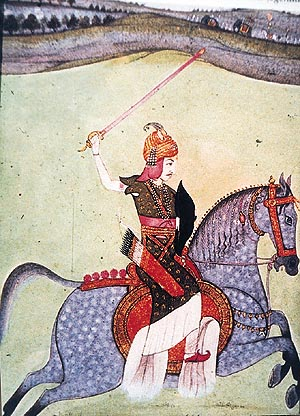
フィランギを振るうバージー・ラーオ
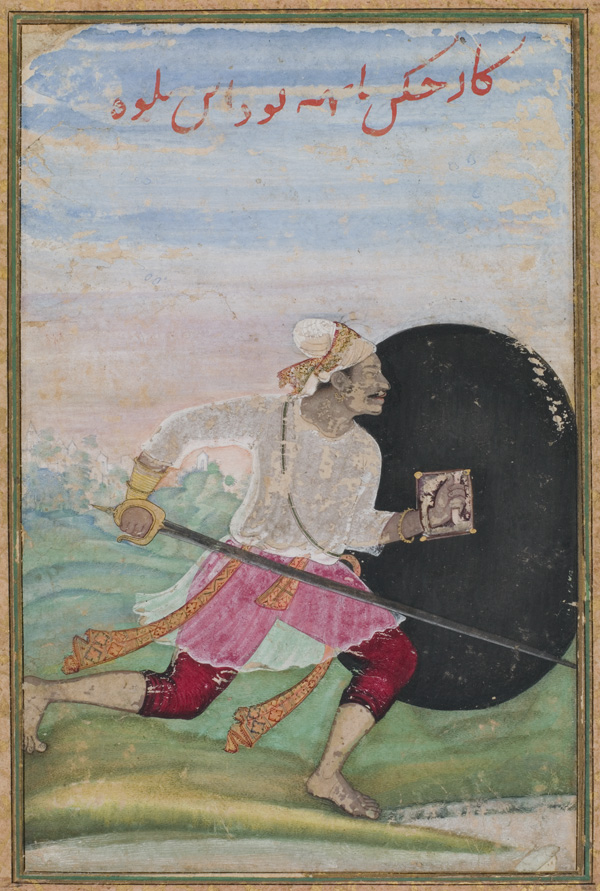
フィランギと円盾を持つ歩兵
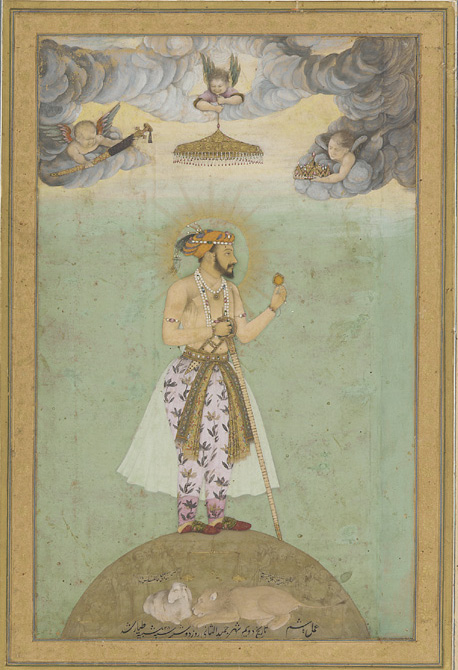
フィランギを持つシャー・ジャハーン